# الوفاء بأسماء النساء
الوفاء بأسماء النساء هو كتاب سيرة ذاتية مكون من 43 مجلداً يوثق حياة النساء اللاتي شاركن في الأحاديث أو لعبن أدواراً حاسمة في نشرها. الكتاب من تأليف أكرم الندوي، واستغرق تجميعه عقدين من الزمن، ويُعرف بأنه أكبر عمل في هذا النوع، حيث يحتوي على أكثر من 10000 مدخل. وكان من المقرر في البداية أن يُنشر الكتاب في المغرب، ثم نشر في نهاية المطاف عن طريق دار المنهاج في جدة في يناير/كانون الثاني 2021. يسلط هذا العمل الضوء على الدور الذي غالباً ما يتم تجاهله للمرأة، ويدرس وضع المرأة في الإسلام، مع التركيز على أدوارها وسلطتها ومسؤولياتها في السياقات الدينية.